# Elaeocarpus foveolatus
Elaeocarpus foveolatus är en tvåhjärtbladig växtart som beskrevs av F. Müll.. Elaeocarpus foveolatus ingår i släktet Elaeocarpus och familjen Elaeocarpaceae. Inga underarter finns listade i Catalogue of Life.